# Нантильда
Нантильда (или Нантехильда; лат. Nanthildis или Nantechildis; около 610 — 642, Ландри, Бургундия) — вторая жена короля франков Дагоберта I, сына Хлотаря II и Бертетруды.

## Биография
Нантильда была саксонского происхождения и родилась приблизительно в 610 году. О том, кто были её родители, исторические источники ничего не сообщают, но доподлинно известно, что она была сестрой Ландегизеля, крупного землевладельца из Лимузена.
В 626 году Дагоберт I, на тот момент только король Австразии, заключил на вилле Реоль (Reuilly) брак с Гоматрудой, сестрой своей мачехи Сихильды, третьей жены Хлотаря II. Однако она не дала ему потомства, и в 629 году король, оставив её на той же вилле Реоль, женился на девице по имени Нантильда, которая до этого была камердинершей в свите бывшей королевы. «Lexikon des Mittelalters» называет её девушкой из числа обслуживающего персонала («ein Mädchen aus dem Dienstpersonal»).
В том же году, совершая королевский объезд Аквитании, Дагоберт «взял в свою постель» девушку по имени Рагнетруда, и она через год родила сына, которого назвали Сигибертом. Сама же Нантильда в 633 году тоже родила королю наследника, которого нарекли Хлодвигом. Впоследствии он стал наследником престола Нейстрии и Бургундии, а его единокровный брат Сигиберт правил в Австразии. Однако Дагоберт был очень любвеобильным, и, будучи женатым на Нантильде, заключил брак ещё с двумя женщинами, Вулфегундой и Берхильдой. К тому же, он окружил себя законченными распутниками и бесчисленными любовницами, имена которых было бы скучно перечислять, так как их было очень много.
В последние дни 638 года Дагоберт заболел и приказал перевезти себя в аббатство Сен-Дени, где скончался 19 января 639 года и там же был похоронен. Уже будучи на смертном одре, король назначил своего верного нейстрийского майордома Эге регентом при малолетнем Хлодвиге, которому было всего 6 лет, и поручил ему оберегать королеву Нантильду, которая также стала опекуном своего сына.
Эга был противником влиятельной бургундской аристократии, возглавляемой Фароном, епископом города Мо. Он справедливо правил дворцом и королевством вместе с Нантильдой в течение трёх лет, но в 641 или 642 году умер в Клиши. После его смерти майордомом Нейстрии был назначен Эрхиноальд.
В Бургундии же в то время стали возникать настоящие автономные государства, а патриций Виллебад, бывший одним из предводителей самостоятельного бургундского войска, которого в своё время Дагоберт посылал в Гасконь, выкроил себе целое княжество между Лионом и Валансом. Для уменьшения автономии Бургундии по отношению к короне, Нантильда выдала свою племянницу Рагноберту замуж за франка Флаохада, затем, во время ассамблеи 642 года в Орлеане, склонила епископов и всех знатных к его избранию майордомом королевства Бургундия и, наконец, утвердила того в этой должности. Флаохад поспешил заверить знатных людей Бургундии в том, что будет уважать и защищать их имущество и привилегии, но Виллебад встал во главе местной партии, враждебной франку, после чего между ними вспыхнула отчаянная борьба.
В 642 году в Ландри умерла королева Нантильда, а её тело было перевезено в базилику Сен-Дени. В сентябре того же года Хлодвиг, вместе с Эрхиноальдом и Флаохадом, поддерживавшими дружеские отношения, отправился в Отён. Здесь король приказал патрицию Виллебаду прибыть к нему, но тот, заподозрив, что там его собираются убить, собрал большое войско и отправился туда в его сопровождении. Там между двумя враждующими группировками разразилось настоящее сражение, в котором пало много, как франков, так и бургундов. Был убит и сам Виллебад. Флаохад же на следующее утро оставил Отён и двинулся в Шалон, где он заболел лихорадкой и умер спустя 11 дней после смерти Виллебада.
Средневековые хронисты считали детьми короля Дагоберта и Нантильды также Регинтруду, Ирмину и Адель, но современные историки не поддерживают такой идентификации.

## Образ королевы Нантильды в кино
- Дагобер / Le bon roi Dagobert (Франция, Италия; 1984) режиссёр Дино Ризи, в роли королевы Нантильды — Карин Май.